# العلاقات الليبية الميكرونيسية
العلاقات الليبية الميكرونيسية هي العلاقات الثنائية التي تجمع بين ليبيا وولايات ميكرونيسيا المتحدة.

## مقارنة بين البلدين
هذه مقارنة عامة ومرجعية للدولتين:
| وجه المقارنة                                              | ليبيا                                       | ولايات ميكرونيسيا المتحدة |
| --------------------------------------------------------- | ------------------------------------------- | ------------------------- |
| المساحة (كم2)                                             | 1.76 مليون                                  | 702                       |
| عدد السكان (نسمة)                                         | 6.37 مليون                                  | 105.54 ألف                |
| الكثافة السكانية (ن./كم²)                                 | 3.62                                        | 15.03 ألف                 |
| العاصمة                                                   | طرابلس                                      | باليكير                   |
| اللغة الرسمية                                             | اللغة العربية، اللغة العربية الفصحى الحديثة | لغة إنجليزية              |
| العملة                                                    | دينار ليبي                                  | دولار أمريكي              |
| الناتج المحلي الإجمالي (بليون دولار)                      | 50.98 مليار                                 | 336.43 مليون              |
| الناتج المحلي الإجمالي (تعادل القوة الشرائية) بليون دولار | 69.32 مليار                                 | 365.27 مليون              |
| الناتج المحلي الإجمالي الاسمي للفرد دولار أمريكي          |                                             | 3.02 ألف                  |
| الناتج المحلي الإجمالي للفرد دولار أمريكي                 | 15.60 ألف                                   |                           |
| مؤشر التنمية البشرية                                      | 0.724                                       | 0.640                     |
| رمز المكالمات الدولي                                      | +218                                        | +691                      |
| رمز الإنترنت                                              | .ly                                         | .fm                       |
| المنطقة الزمنية                                           | ت ع م+02:00، توقيت شرق أوروبا               |                           |

## منظمات دولية مشتركة
يشترك البلدان في عضوية مجموعة من المنظمات الدولية، منها:
| علم المنظمة | اسم المنظمة                        | تاريخ انضمام ليبيا | تاريخ انضمام ولايات ميكرونيسيا المتحدة |
| ----------- | ---------------------------------- | ------------------ | -------------------------------------- |
|             | منظمة حظر الأسلحة الكيميائية       | ?                  | ?                                      |
|             | البنك الدولي للإنشاء والتعمير      | 17 سبتمبر 1958     | 24 يونيو 1993                          |
|             | الأمم المتحدة                      | 14 ديسمبر 1955     | 17 سبتمبر 1991                         |
|             | يونسكو                             | 27 يونيو 1953      | 19 أكتوبر 1999                         |
|             | وكالة ضمان الاستثمار متعدد الأطراف | 5 أبريل 1993       | 11 أغسطس 1993                          |
|             | مؤسسة التنمية الدولية              | 1 أغسطس 1961       | 24 يونيو 1993                          |
|             | مؤسسة التمويل الدولية              | 18 سبتمبر 1958     | 24 يونيو 1993                          |
|             | الاتحاد الدولي للاتصالات           | 3 فبراير 1953      | 18 مارس 1993                           |

## وصلات خارجية
- موقع وزارة الخارجية الليبية